# Unione Cestistica Piacentina
L'Unione Cestistica Piacentina è stata una squadra di pallacanestro con sede nella città di Piacenza, chiusa nel 2012 in seguito alla mancata iscrizione alla Legadue 2012-2013.

## Storia
L'Unione Cestistica Piacentina fu fondata nell'estate del 2003, come associazione sportiva dilettantistica, a seguito della fusione delle due maggiori realtà del panorama cestistico provinciale: l'A.S. Pallacanestro Piacenza, militante nel campionato di Serie C2, e l'A.S. Pallacanestro Fiorenzuola, militante nel campionato di Serie D.
Nella stagione 2003-2004 la squadra, allenata da Mattia Ferrari, disputò il campionato di Serie C2 Emilia-Romagna, ottenendo la salvezza. L'anno successivo la guida della squadra viene affidata a Edoardo Colombo. Dopo una prima metà di annata nel quale la squadra si trova in zona play-off, nei primi mesi del 2005 arrivarono 7 sconfitte consecutive che portarono alla decisione di esonerare Colombo, promuovendo il vice Sibelius Zanardi al ruolo di capo allenatore. Nonostante il cambio di guida tecnica la squadra fu costretta a disputare i play-out contro il Margherita per conquistare la permanenza in categoria, risultato raggiunto sconfiggendo i bolognesi sul loro campo per 64-67.
Per la stagione 2005-2006 la squadra venne affidata di nuovo a Mattia Ferrari, che condusse la squadra alla vittoria del campionato, con conseguente promozione in Serie C1, ottenuta con tre turni di anticipo, con la vittoria per 91-74 contro San Lazzaro di Savena. L'anno successivo la squadra, inserita nel girone D di Serie C1 e guidata da coach Max Mazzali, conclude il proprio campionato al quinto posto, ottenendo l'accesso ai play-off per la promozione in Serie B2, nei quali viene eliminata ai quarti di finale da Recanati
Nel 2007-2008 Marco Gabrielli, reduce dalla scalata fino alla Serie C1 con Mirandola, venne nominato allenatore di una squadra che iniziò la stagione con l'obiettivo dichiarato di qualificarsi per i play-off promozione, obiettivo che viene raggiunto concludendo il girone B di Serie C1 al quinto posto, come nell'annata precedente. Il cammino della squadra nei play-off si interrompe in semifinale, con la sconfitta nella serie contro Correggio per 2-1
Nella stagione 2008-2009, l'Unione Cestistica Piacentina, interrotto il rapporto con Gabrielli, sostituito da Paolo Piazza. Il 9 aprile, battendo in finale Empoli per 85-66, la squadra vinse la Coppa Italia di Serie C1. Alla conquista della coppa nazionale segue il primo posto ottenuto in regular season con il record di 30 vittorie in 30 gare disputate. Anche nei successivi play-off la squadra vinse tutte le gare disputate, fino ad ottenere la promozione dopo la vittoria per 97 a 77 in gara 3 della finale contro la Scame Bergamo, per un totale di 40 successi in altrettante gare ufficiali nel corso della stagione.
Nell'estate 2009 la società fu trasformata da ASD a Srl. In campionato la squadra, sempre guidata dal confermato Piazza, fu inserita nel girone A di Serie B Dilettanti, che terminò al secondo posto alle spalle di Moncalieri, con conseguente accesso ai play-off promozione, tramite i quali arrivò la seconda promozione consecutiva, dopo la vittoria per 2-0 nella serie di finale contro Pall. Senigallia.
Nella stagione 2010-2011 l'Unione Cestistica Piacentina disputò il campionato di Serie A Dilettanti per la prima volta nella sua storia; la squadra, affidata ancora alla guida tecnica di Paolo Piazza, chiuse la stagione regolare al primo posto del girone A, guadagnando così l'accesso ai play-off per la promozione in Legadue. Nel primo turno dei play-off i piacentini furono tuttavia eliminati da Treviglio. Al termine della stagione la squadra ottenne comunque il ripescaggio in Legadue arrivando a disputare il primo campionato professionistico della propria storia.
L'Unione Cestistica Piacentina, affidata alla guida tecnica di Fabio Corbani, chiuse il campionato al sesto posto, conquistando l'accesso ai play-off promozione, nei quali venne eliminato ai quarti di finale da Barcellona. L'estate successiva la società formalizzò con una lettera alla lega la decisione di non iscriversi al campionato 2012-2013, ponendo così fine alla propria attività agonistica.
Nel 2014 il marchio Unione Cestistica Piacentina venne acquisito da parte del Comitato Salva Piace, sorto nel 2011 con l'obiettivo di salvare dal fallimento il Piacenza Calcio.

## Palazzetto
Nelle prime stagioni di esistenza la squadra disputò le proprie partite casalinghe presso il palazzetto dello sport di Fiorenzuola d'Arda.
Dalla stagione 2005-2006 alla stagione 2010-2011 l'Unione Cestistica Piacentina ha giocato le sue gare interne al PalaFranzanti di Piacenza, condividendolo con la River Volley Piacenza di pallavolo femminile, salvo giocare alcune partite, in caso di indisponibilità del PalaFranzanti, presso il palasport di San Lazzaro, situato nell'omonimo quartiere di Piacenza.
Con il ripescaggio in Legadue, l'Unione Cestistica Piacentina si è trasferita nel più capiente PalaBanca, condividendolo con il Copra Volley di pallavolo maschile

## Rosa 2011-2012[28]
|    | Naz.                                          | Ruolo | Sportivo             | Anno | Alt. | Peso | Note |
| -- | --------------------------------------------- | ----- | -------------------- | ---- | ---- | ---- | ---- |
| 4  | Italia (bandiera)                             | AP    | Andrea Casella       | 1990 | 197  |      |      |
| 5  | Italia (bandiera)                             | AG    | Luca Infante         | 1982 | 204  |      |      |
| 6  | Stati Uniti (bandiera)                        | G     | C.C. Harrison        | 1976 | 194  |      |      |
| 8  | Italia (bandiera)                             | P     | Marco Passera        | 1982 | 181  |      |      |
| 9  | Italia (bandiera)                             | C     | Riccardo Perego      | 1981 | 203  |      |      |
| 10 | Italia (bandiera)                             | P     | Francesco De Nicolao | 1993 | 182  |      |      |
| 11 | Italia (bandiera)                             | P     | Alexander Simoncelli | 1986 | 188  |      |      |
| 14 | Italia (bandiera)                             | C     | Davide Varrone       | 1991 | 210  |      |      |
| 20 | Stati Uniti (bandiera) · Danimarca (bandiera) | P     | Alan Voskuil         | 1986 | 191  |      |      |
| 22 | Stati Uniti (bandiera)                        | AP    | Dwayne Anderson      | 1986 | 198  |      |      |
| 25 | Argentina (bandiera) · Italia (bandiera)      | P     | Germán Scarone       | 1975 | 190  |      |      |
| 42 | Stati Uniti (bandiera) · Italia (bandiera)    | C     | Ryan Amoroso         | 1985 | 206  |      |      |

## Presidenti e allenatori
- 2004-2010 -  Augusto Bottioni
- 2010-2012 -  Giovanni Rispoli

- 2003-2004 -  Mattia Ferrari
- 2004-2005 -  Edoardo Colombo
- 2005 -  Sibelius Zanardi
- 2005-2006 -  Mattia Ferrari
- 2006-2007 -  Marco Gabrielli
- 2007-2008 -  Massimiliano Mazzali
- 2008-2010 -  Paolo Piazza
- 2011-2012 Fabio Corbani

## Palmarès

### Competizioni nazionali
- Serie C1: 1

2008-2009 (girone B)
- Coppa Italia LNP di Serie C Dilettanti: 1

2009

### Competizioni regionali
- Serie C2: 1

2005-2006